# 列辛頓 (密西西比州)
列辛頓（英語：Lexington）是一個位於美國密西西比州霍爾姆斯縣的城市。根據2010年美國人口普查，該地共人口898人，而該地的面積約為6.27平方千米。同時該地也是霍爾姆斯縣的縣治。

## 地理
列辛頓的座標為33°06′52″N 90°03′04″W / 33.11444°N 90.05111°W，而該地的平均海拔高度為71米（即233英尺）。